# Rhagonycha angulosa
Rhagonycha angulosa es una especie de coleóptero de la familia Cantharidae que habita en Rusia.